# Амикл Гераклейский
Амикл Гераклейский (IV в. до н. э.) — древнегреческий геометр, друг и ученик Платона.
Согласно Элиану, Амикл был среди тех, кого Платон «отличал всяческим образом, в частности, разрешением принимать участие в своих философских беседах» (VH III,19). Упоминается также Диогеном Лаэртским (III, 46), Проклом (в комментарии к первой книге «Начал» Евклида. In Eucl., 67.9) и некоторыми другими античными авторами. Возможно, его следует отождествить с пифагорейцем Амиклом, который, как сообщает Аристоксен, отговорил Платона, желавшего собрать все книги Демокрита и сжечь, от этого поступка, указав, что это бесполезно, так как эти сочинения есть уже у многих (fr.131).